# Llista de comunitats autònomes espanyoles per superfície
Llista de les autonomies d'Espanya espanyoles per superfície
| Posició | Nom                                     | Superfície (km²) | Percentatge |
| ------- | --------------------------------------- | ---------------- | ----------- |
| 1a      | Castella i Lleó                         | 94.223           | 18,6        |
| 2a      | Andalusia                               | 87.597           | 17,2        |
| 3a      | Castella - la Manxa                     | 79.463           | 15,7        |
| 4a      | Aragó                                   | 47.720           | 9,4         |
| 5a      | Extremadura                             | 41.634           | 8,2         |
| 6a      | Catalunya                               | 32.114           | 6,3         |
| 7a      | Galícia                                 | 29.574           | 5,8         |
| 8a      | País Valencià                           | 23.255           | 4,6         |
| 9a      | Múrcia                                  | 11.313           | 2,2         |
| 10a     | Astúries                                | 10.604           | 2,1         |
| 11a     | Navarra                                 | 10.391           | 2,1         |
| 12a     | Comunitat de Madrid                     | 8.028            | 1,6         |
| 13a     | Illes Canàries                          | 7.447            | 1,5         |
| 14a     | País Basc                               | 7.234            | 1,4         |
| 15a     | Cantàbria                               | 5.321            | 1,0         |
| 16a     | la Rioja                                | 5.045            | 1,0         |
| 17a     | Illes Balears                           | 4.992            | 1,0         |
| 18a     | Possessions espanyoles al Nord d'Àfrica | 33               | 0,01        |
| TOTAL   | TOTAL                                   | 505.988          | 100         |